# Classe J (yacht)
Pour les articles homonymes, voir Classe J.
La Classe J a servi à définir les grands voiliers de course construits entre 1930 et 1937 selon la Jauge universelle, établie par Nathanael Herreshoff en 1903. Réservés à une élite passionnée et très argentée, ces voiliers, symboles de luxe et de sport, servirent à affronter les meilleurs talents nautiques dans trois régates de la Coupe de l'America.
- longueur à la flottaison minimale (incluse) : 75 pieds (22,86 mètres) ;
- longueur à la flottaison maximale (exclue) : 87 pieds (26,52 mètres) ;

## Genèse de la Classe J
Les jauges du New York Yacht Club ont évolué depuis 1844, partant des jauges au tonnage pour aboutir aux jauges à restrictions définissant avec précision les caractéristiques des voiliers destinés à disputer la Coupe de l'America sans calcul de temps compensé. La Classe J est la première jauge sans handicap de la Coupe, où les concurrents s'affrontent en temps réel, alors qu'auparavant une table d'allégeance de temps (time allowance table) corrigeait le temps réel de course pour compenser les vitesses potentielles théoriques des voiliers afin de les faire courir à armes égales. Cette évolution des courses à handicap vers la Classe J est liée à l'adoption par le New York Yacht Club (NYYC) de la Jauge universelle en 1903 et à la persévérance de Thomas Lipton dans sa quête de la Coupe de l'America.

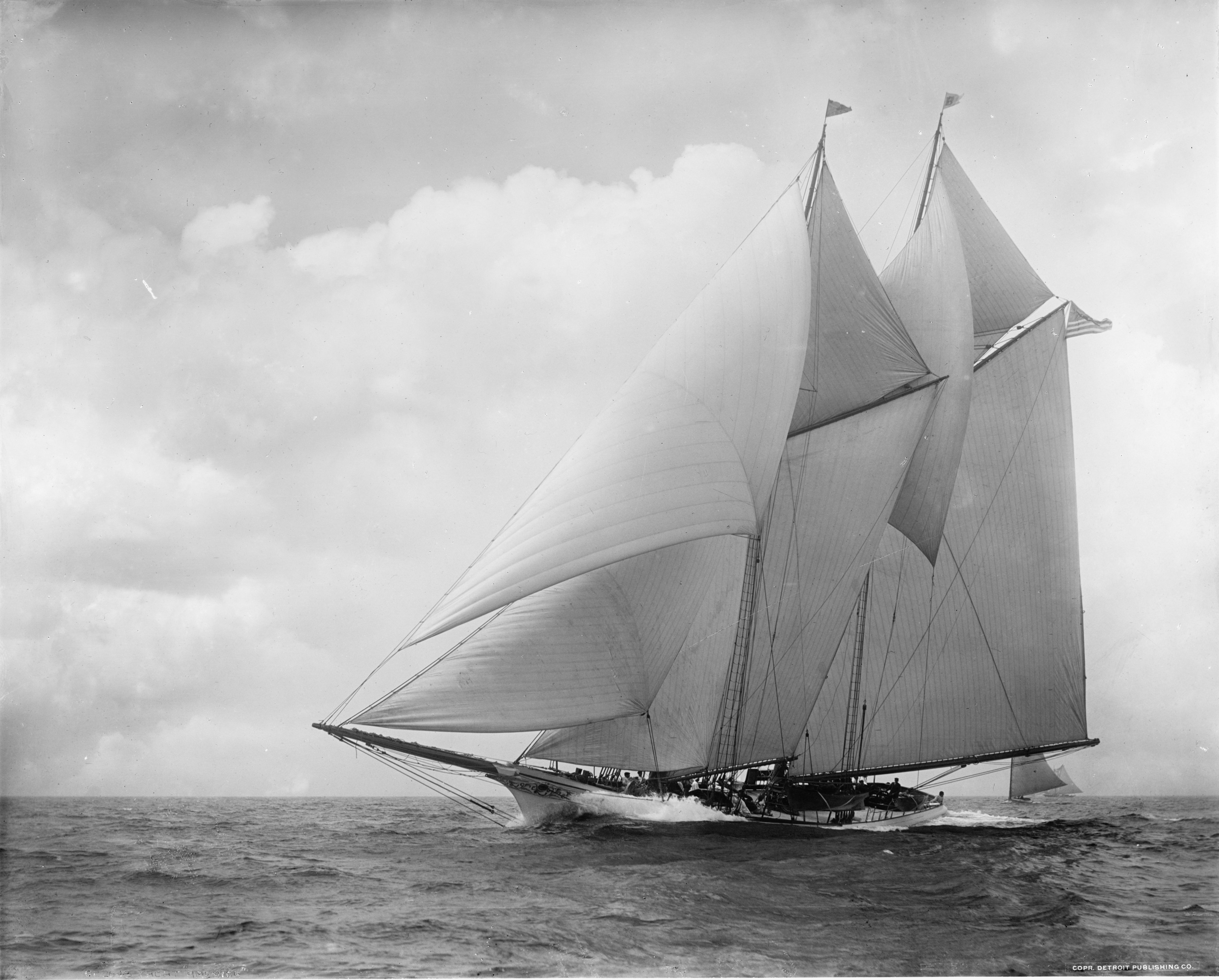
America, qui a donné son nom à la Coupe de l'America.

Au mois de mai 1851, durant l’Exposition universelle de Londres, une compétition nautique fut organisée, la Coupe de 100 £, autour de l’île de Wight. Le New York Yacht Club (NYYC) saisit ainsi l'occasion de représenter les États-Unis en y convoyant la goélette America, qui gagna en temps réel sur la plus rapide flotte du Royal Yacht Squadron, grâce à son concentré de technologies américaines, notamment ses voiles en coton. La possession de la Coupe revint donc au NYYC, qui la renomma « Coupe de lʼAmerica » et ouvrit en 1857 la compétition aux défis internationaux. La Coupe resta longtemps en sa propriété.
Le parlementaire britannique James Lloyd Ashbury lança le premier défi aux américains en 1870 et couru avec sa goélette Cambria contre une flotte de 17 voiliers qui défendirent le NYYC, mais n'obtint que la huitième place. En  1871, il plaida pour un nouveau défi cette fois-ci contre un seul voilier à la fois. Sa goélette Livonia perdit 4:1 contre les goélettes américaines Sappho et Columbia, laissant à chacune deux manches. Il fallut attendre 1876 pour avoir un vrai « match », où la Coupe se disputerait entièrement entre deux voiliers.
En 1881, la jauge en vigueur au NYYC était encore la Cubical Contents Rule, jauge au volume complétée par un système de handicap. Le NYYC reçut un défi des Canadiens et remplaça les goélettes par des sloops. En 1885, le New York Yacht Club mit en application pour la Coupe sa jauge à la longueur et à la voilure (Length and sail area rule) proche de la Jauge du Seawanhaka et limita la longueur de flottaison à 85 pieds (25,91 m) de 1885 à 1893, puis à 90 pieds (27,43 m), de 1895 à 1903. Entre-temps, en 1890, le NYYC avait adopté la jauge du Seawanhaka, qui pénalisait moins la longueur de flottaison. Les défis devinrent plus justes, mais plus extrêmes. Durant cette période, les concepts « Yankee » (dériveurs lestés large à faible tirant d'eau, les sandbaggers) et britanniques (cotres étroits et profonds), fusionnèrent. Sans limite sur la longueur hors-tout du voilier, les voiliers devinrent énormes et leurs élancements s'allongèrent démesurément à cause de cette règle et grâce à l'emploi d'espars en acier.

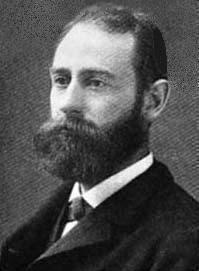
Nathanael Herreshoff

L'architecte naval Nathanael Herreshoff garda une longueur d'avance sur ses concurrents britanniques entre 1893 et 1903 quand le duel entre Shamrock III britannique et Reliance américain aligna les plus grands cotres de course de l'histoire. Nathanael Herreshoff s'employa ensuite à éviter les excès en élaborant en 1903 la « Jauge universelle » qui fournit justement des restrictions sur la qualité de fabrication et la sécurité en regroupant les concurrents par classes. Le prochain défi fut longuement plaidé par Sir Thomas Lipton en faveur d'une petite taille de voiliers dans la Jauge universelle, ce que le NYYC concéda en 1914. Nathanael Herreshoff conçut sagement pour le syndicat de Harold Stirling Vanderbilt le petit 75 pieds Resolute, à qui son concurrent Shamrock IV, conçu par Charles Ernest Nicholson, dut un temps de compensation. Avec la victoire serrée (3:2) du NYYC, la nouvelle règle de jauge venait de donner l'opportunité aux Britanniques de défier sérieusement la Coupe.

## Les défis
Sir Thomas Lipton lança son dernier défi, à l'âge de 79 ans, en 1929. La Classe J fut adoptée, les bateaux ayant une longueur de flottaison comprise entre 75 pieds (23 m) et 87 pieds (27 m), et un mât de 4 000 livres (1 814 kg). Cette dernière modalité généra des modifications sur la surface de voile, mais contribua à l'adoption du gréement marconi et bermudien et l'abandon du bout-dehors sur les grands voiliers. Les petits voiliers avaient déjà opté pour ce gréement durant la décennie précédente. Le NYYC choisit un nouveau site pour recevoir les régates en septembre 1930 : Newport (Rhode Island). Quatre syndicats du club répondirent au défi de Sir Thomas Lipton, malgré le Krach boursier de 1929, et lancèrent chacun un voilier. Le syndicat de Harold Stirling Vanderbilt s'organisa de façon méticuleuse, en étudiant les données météorologiques de Newport des vingt années précédentes. Pour concevoir un voilier résolument moderne, il choisit le chantier Herreshoff et son nouvel architecte naval, William Starling Burgess, pour son expertise aéronautique en tant que navigateur et concepteur d'hydravions. Leur voilier Enterprise élimina promptement tous ses concurrents américains aux épreuves de sélection de la Défense de la Coupe. De son côté, Sir Thomas Lipton choisit l'architecte naval Charles Ernest Nicholson, qui conçut un bateau anachronique :Shamrock V, le premier Classe J à flot, était bordé en bois, avec un mât en bois. Ses mauvaises performances aux allures de près lui valurent de se faire battre 4:0 par Enterprise.

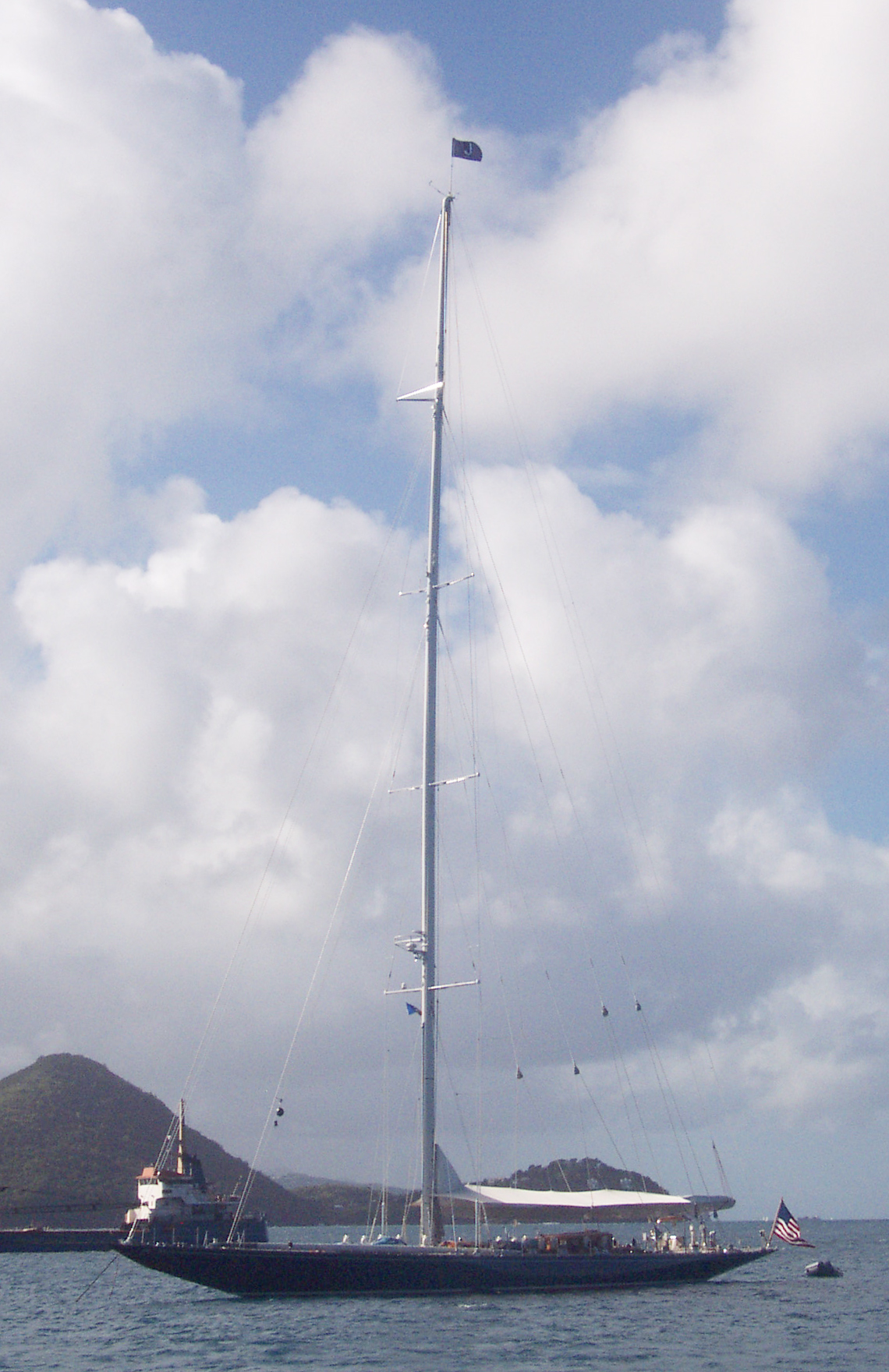
Endeavour, un des trois Classe J restant en 2003

Les britanniques bénéficièrent en 1934 de compétences en aéronautique à l'occasion du défi de Sir Thomas Sopwith, industriel d'armement qui fabriqua le Sopwith Camel, et un nouveau chef de projet pour Charles Ernest Nicholson, l'ingénieur Frank Murdoch, issu d'une entreprise de Sir Thomas Sopwith. Malgré de nouvelles défaites en 1934 et en 1937, les défis des britanniques forcèrent les américains à l'innovation. Ainsi d'importants progrès furent apportés à la conception des voiliers entre 1930 et 1937 :
- haubanage en tige rod profilée (1930) ;
- gorge de bôme et gorge de mât remplacent les anneaux en bois (1930) ;
- normalisation du spinnaker symétrique sur de grands voiliers (1930) ;
- multiplication des étages de barres de flèche : un étage précédemment (1914), deux étages (1930), trois étages (1934), quatre étages (1936) ;
- multiplication du nombre de winches : 23 winches, Enterprise (1930) ;
- instrumentation électronique empruntée à l'aéronautique et répétiteurs pour girouette et anémomètre, Whirlwind (1930)[14] ;
- bôme large « Park Avenue » (réglage de corde de jupe), Enterprise (1930)[15] ;
- mât en aluminium (Duralumin), Enterprise (1930) ;
- foc quadrangulaire, Endeavour I (1934)[16] ;
- bôme flexible haubanée « North Circular » (réglage de corde de jupe), Rainbow (1934)[15] ;
- normalisation du génois sur de grands voiliers, Rainbow (1934) ;
- mât en Duralumin riveté (80 000 rivets), Rainbow (1934) ;
- plus grand spinnaker symétrique au monde, Endeavour II (1936)[17] ;
- mât en Duralumin profilé, Ranger (1937)[18].

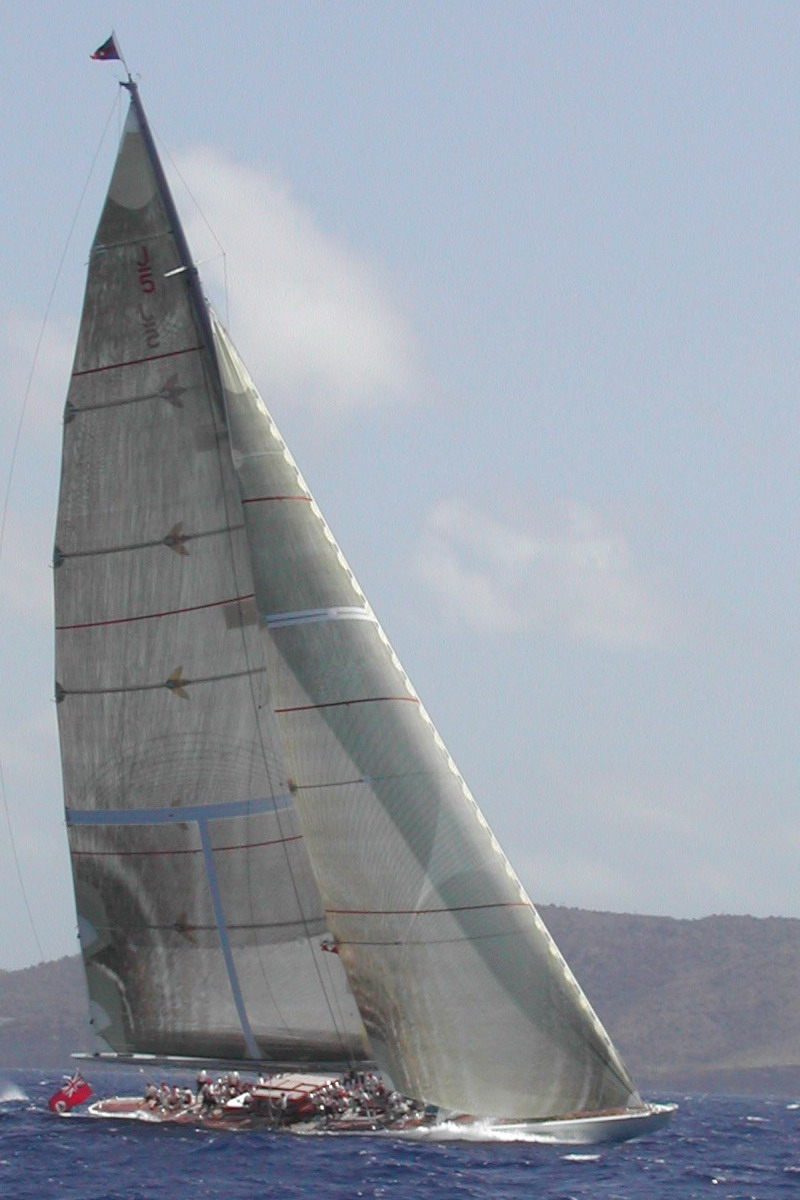
Réplique de Ranger en 2005

Tous ces progrès auraient été impossibles sans le contexte de la Coupe de l'America. Si l'affrontement était un peu inégal du fait que les voiliers britanniques devaient légalement être construits dans leur pays (toujours imposé au début des années 2000) et traverser l'océan en naviguant pour disputer la Coupe (un impératif aujourd'hui supprimé), il n'en est pas moins que les Classe J qui existent encore font autant si ce n'est plus de milles nautiques aujourd'hui pour participer à des régates. Les voiliers qui nous restent sont justement des voiliers britanniques, déjà jugés plus « marins » que leurs adversaires américains en 1930. Leur construction exemplaire eut été impossible si Charles Ernest Nicholson n'avait pas disposé d'un budget illimité pour construire ces bateaux. L'architecte Clinton Hoadley Crane remarque dans ses mémoires que la Coupe de lʼAmerica ne respectait pas l'esprit sportif : « Telle une guerre, le New York Yacht Club commande à ses membres de défendre la Coupe à n'importe quel prix ». En 1930, Sir Thomas Lipton dépensa 1 million de dollars pour son défi Shamrock V face à une Amérique en pleine crise boursière, mais les Américains construisirent quand même quatre voiliers. La rivalité les menèrent à construire de véritables démonstrateurs technologiques en 1937, avec la flottaison maximale autorisée par la jauge sur Ranger et Endeavour II. Cela résume en quelque sorte la célèbre phrase de J.P. Morgan à propos des yachts : « Si vous avez à en demander le prix, c'est que vous n'en avez pas les moyens. »
La plupart des Classe J ont été démolis avant ou durant la Seconde Guerre mondiale parce que leur acier et leur plomb était utiles à l'effort de guerre. Durant l'après-guerre, la Classe J fut jugée trop chère, et aucun défi ne fut lancé avant 1958, avec la Jauge internationale des 12mR. La renaissance de la Classe J fut déclenchée dans les années 1980 lorsque Elizabeth Meyer entreprit la rénovation complète de Endeavour I et Shamrock V.

## Liste des Classe J
Dix bateaux ont été construits selon la Classe J entre 1930 et 1937 : six aux États-Unis et quatre au Royaume-Uni. Trois ont survécu, tous conçus par Charles Ernest Nicholson : Shamrock V, Endeavour et Velsheda, dont la particularité est de n'avoir jamais servi de défi à la Coupe de l'America.
D'autres voiliers ont participé à des courses en Classe J, dont Katoura (William Starling Burgess, 1927), Resolute (Nathanael Herreshoff, 1914), Vanitie (William Gardner, 1914), en tant que lièvres et des 23mR britanniques de la Jauge Internationale convertis à la Jauge universelle, dont trois ont survécu : Astra, Cambria et Candida.
Une réplique de Ranger en 2004 a accéléré la renaissance de la Classe J. Elle se fit suivre par plusieurs répliques et études contemporaines.
| Lancé | Voile | Nom               | Architecte                               | Commanditaire et Yacht Club                               | Description                                                                                   |
| --- | ----- | ----------------- | ---------------------------------------- | --------------------------------------------------------- | --------------------------------------------------------------------------------------------- |
| 1893 | K1    | Britannia         | George Lennox Watson                     | Édouard VII RYS                                           | converti en Classe J (1931). sabordé après la mort du Roi George V (1936). réplique (2010)    |
| 1907 | K7    | White Heather II  | William Fife III                         | Myles Burton Kennedy - Royal Albert YC                    | 23mR converti en Classe J (1930). démoli pour couler le plomb de Velsheda (1932)              |
| 1928 | JK2   | Astra             | Charles Ernest Nicholson                 | Sir Adam Mortimer Singer RYS                              | 23mR converti en Classe J (1931). restauré (1987)                                             |
| 1928 | K4    | Cambria           | William Fife III                         | Sir William Ewart Berry RYS                               | 23mR restauré (1995, 2001). Rejaugé en Classe J (2003)                                        |
| 1929 | K8    | Candida           | Charles Ernest Nicholson                 | Hermann Anton Andreae Royal Southern YC                   | 23mR converti en Classe J (1931). restauré (1989)                                             |
| 1930 | JK3   | Shamrock V        | Charles Ernest Nicholson                 | Sir Thomas Lipton Royal Ulster YC                         | défi (AC1930). restauré par Elizabeth Meyer (1989).                                           |
| 1930 | 1     | Weetamoe          | Clinton Hoadley Crane                    | syndicat George Nichols NYYC                              | éliminé (AC1930, AC1934). vendu pour démolition (1937)                                        |
| 1930 | JUS2  | Yankee            | Frank Cabot Paine                        | syndicat John Silsbee Lawrence NYYC                       | éliminé (AC1930, AC1934, AC1937). vendu pour démolition (1941)                                |
| 1930 | 3     | Whirlwind         | Lewis Francis Herreshoff                 | syndicat Landon Ketchum Thorne NYYC                       | éliminé (AC1930). vendu pour démolition (1935)                                                |
| 1930 | 4     | Enterprise        | William Starling Burgess                 | syndicat Harold Stirling Vanderbilt NYYC                  | vainqueur 4:0 (AC1930). vendu pour démolition (1935)                                          |
| 1933 | JK7   | Velsheda          | Charles Ernest Nicholson                 | William Lawrence Stephenson RYS                           | restauré (1997). plus grand mât en fibre de carbone au monde (56 m, 2008)                     |
| 1934 | JK4   | Endeavour I       | Charles Ernest Nicholson                 | Sir Thomas Octave Murdoch Sopwith RYS                     | défi (AC1934). restauré par Elizabeth Meyer (1984)                                            |
| 1934 | J5    | Rainbow           | William Starling Burgess                 | syndicat Harold Stirling Vanderbilt NYYC                  | vainqueur 4:2 (AC1934). éliminé (AC1937). vendu pour démolition (1940)                        |
| 1936 | JK6   | Endeavour II      | Charles Ernest Nicholson                 | Sir Thomas Octave Murdoch Sopwith RYS                     | défi (AC1937). vendu pour démolition (1947)                                                   |
| 1937 | J5    | « 77C »-Ranger    | William Starling Burgess & Olin Stephens | syndicat Harold Stirling Vanderbilt NYYC                  | vainqueur 4:0 (AC1937). vendu pour démolition (1941)                                          |
| 2004 | J5    | « 77C »-Ranger    | Fred Elliot/Danish Yacht                 | John A. Williams NYYC                                     | réplique William Starling Burgess & Olin Stephens (« 77C »-Ranger, 1937)                      |
| 2009 | JK6   | Hanuman (voilier) | Gerard Dykstra                           | Dr. James H. Clark                                        | réplique Charles Ernest Nicholson (Endeavour II, 1936)                                        |
| 2010 | JH1   | « 77F »-Lionheart | Andre Hoek                               |                                                           | étude contemporaine William Starling Burgess & Olin Stephens (« 77F », 1937). en construction |
| | J7    | Atlantis          | Andre Hoek                               |                                                           | étude contemporaine Frank Cabot Paine ("A", 1935). Tres certainement finit et rebatisé Topaz  |
| 2012 | JH2   | Rainbow           | Gerard Dykstra                           | Chris Gongriep                                            | réplique William Starling Burgess (Rainbow, 1934).                                            |
| 2017 | JS1   | Svea              | Andre Hoek                               |                                                           | réplique Tore Anton Holm (1937)                                                               |
| | JH3   | Yankee            | Gerard Dykstra                           | syndicat Simon Dierdorp                                   | réplique Frank Cabot Paine (Yankee, 1930). en étude                                           |
| 2016 | J8    | Topaz             | Frank Cabot Paine                        |                                                           | réplique d'un projet de 1930 jamais construit                                                 |
| | J9    | J9                | Frank Cabot Paine                        | Probablement commandité par Mr Gerard B Lambert of Boston | réplique d'un projet de 1930 jamais construit - en étude                                      |
| Codes couleurs : - Voiliers convertis - Voiliers éliminés ou non-participants - Challengers - Defenders - Répliques |       |                   |                                          |                                                           |                                                                                               |

## Caractéristiques de la Classe J

Plan de voilure d'un Classe J

La Jauge universelle, dont la Classe J, a été élaborée en 1903 par Nathanael Herreshoff et le New York Yacht Club dans le cadre de normalisation de la jauge à toutes les tailles de voiliers. La Classe J restreint les caractéristiques des voiliers aux valeurs suivantes :
- rating : le rating est calculé selon la formule de la Jauge universelle, les handicaps (temps compensés suivant le rating) n'étaient pas appliqués à la Coupe de l'America, les voiliers, dessinés au rating maximum de la classe, soit 76 pieds, courant en temps réel. Aujourd'hui le Velocity prediction program est utilisé[22] ;
- longueur à la flottaison minimale (incluse) : 75 pieds (22,86 mètres) ;
- longueur à la flottaison maximale (exclue) : 87 pieds (26,52 mètres) ;
- longueur hors-tout minimale : 120 pieds (36,58 mètres) ;
- tirant d'eau maximal : 15 pieds (4,57 mètres) ;
- poids du mât minimal : 4 000 livres (1 814 kg) (1930),
- poids du mât maximal : 5 500 livres (2 495 kg) (1934 – 1937) ;

- déplacement maximal : jusqu'à 166 tonnes (1937), illimité aujourd'hui ;
- norme : construction Lloyds' A1 ;
- construction : coque en aluminium interdite en 1930, autorisée aujourd'hui ;
- conception : années 1930. Les répliques ne sont admises en Classe J que si un architecte naval des années 1930 en avait dessiné les plans de forme.